# Derris henryi
Derris henryi är en ärtväxtart som beskrevs av Krishnamurthy Thothathri. Derris henryi ingår i släktet Derris och familjen ärtväxter. Inga underarter finns listade i Catalogue of Life.